# Эффи Брист Фонтане
«Эффи Брист Фонтане» (нем. Fontane Effi Briest) — кинофильм режиссёра Райнера Вернера Фасбиндера, вышедший на экраны в 1974 году. Экранизация одноимённого романа Теодора Фонтане. Лента принимала участие в конкурсной программе Берлинского кинофестиваля, где получила премию «Интерфильм».

## Сюжет
Родители выдают 17-летнюю Эффи Брист за барона фон Инштеттена, который намного старше её. Барон был некогда влюблён в мать Эффи, однако та отдала предпочтение другому претенденту. Эффи, во многом ещё ребёнок, воодушевлена предстоящей семейной жизнью. Однако в доме Инштеттена на берегу Балтийского моря она чувствует себя одиноко, особенно в отсутствие мужа и особенно по ночам, когда ей чудятся различные шорохи и привидения. Одиночество подталкивает её завести роман с майором Крампасом, который в сущности ей безразличен. Когда Инштеттену дают место в министерстве и они переезжают в Берлин, Эффи чувствует облегчение. Проходят годы счастливой жизни, посвящённые воспитанию дочери Анни, пока в один несчастный день Инштеттен не обнаруживает случайно любовные письма Крампаса. Барон убивает майора на дуэли и выставляет Эффи из дома, запрещая ей видеться с дочерью. Лишь спустя некоторое время её соглашаются принять в своём доме родители, а Инштеттен начинает смягчаться. Однако Эффи уже безнадёжно больна туберкулёзом и вскоре умирает.
Фильм отличается обильным использованием закадрового текста и интертитров.

## В ролях
- Ханна Шигулла — Эффи Брист
- Вольфганг Шенк — барон Герт фон Инштеттен, муж Эффи
- Улли Ломмель — майор Крампас
- Лило Пемпайт — фрау Брист, мать Эффи
- Херберт Штайнметц — герр Брист, отец Эффи
- Урсула Штретц — Розвита, служанка
- Ирм Херман — Йоханна, служанка
- Карлхайнц Бём — советник Вюллерсдорф
- Карл Шайдт — Крузе
- Барбара Ласс — польская повариха
- Рудольф Ленц — советник Румшюттель
- Андреа Шобер — Анни, дочь Эффи
- Эва Маттес — Гульда
- Тео Текленбург — пастор Нимайер
- Ан Дорте Бракер — фрау Пашен
- Петер Гаухе — кузен Дагоберт
- Барбара Валентин — Мариэтта Трипелли
- Харк Бом — аптекарь Гисхюблер
- Райнер Вернер Фасбиндер — рассказчик